# Resolució 1361 del Consell de Seguretat de les Nacions Unides
La Resolució 1361 del Consell de Seguretat de les Nacions Unides, adoptada sense votació el 5 de juliol de 2001 observant amb pesar la renúncia del jutge del Tribunal Internacional de Justícia Mohammed Bedjaoui que faria efecte el 30 de setembre de 2001, el Consell va decidir que en concordança a l'Estatut de la Cort les eleccions per omplir la vacant s'efectuarien el 12 d'octubre de 2001 en una sessió del Consell de Seguretat i durant la LVI sessió de l'Assemblea General.
Bedjaoui, un jurista i diplomàtic algerià, va ser membre de la Cort des de 1982, i la seva president entre 1994 i 1997. El seu període del càrrec anava a acabar el febrer de 2006.